# Àngel Garcia i Vidal
Àngel Garcia i Vidal (Barcelona, 23 de gener de 1923 - El Prat de Llobregat, 19 de setembre de 2016) fou un dibuixant i il·lustrador català, pioner del dibuix d'animació a Espanya i director d'un dels primers llargmetratges d'animació parlats en català. Va treballar tant en la il·lustració i el grafisme com en la historieta i l'humor gràfic, però, especialment, en animació tant de curts i llargmetratges com en publicitat i sèries televisives.
Ja des de la seva joventut al Prat de Llobregat, on el seu pare tenia un bar, es va sentir atret per l'animació, fet que ell relacionava amb les Silly Symphonies, una sèrie de curtmetratges produïts per Walt Disney. Va començar a treballar com a intercalador passant després a animador. El seu primer treball professional va ser entre 1946 i 1948 en la pel·lícula “Alegres vacaciones”, d'Artur Moreno realitzada als estudis Balet & Blay. Als anys 60 va estar als estudis Buch-Sanjuan fent cine publicitari i després a la delegació dels estudis Moro a Barcelona. A finals dels 70 va estar a Madrid fent l'animació dels dos personatges principals de la primera sèrie espanyola de dibuixos per a televisió, "Don Quijote de la Mancha".
Cap a l'any 1986 va rebre l'encàrrec de Fermín Marimón, productor del Prat de Llobregat, de tirar endavant un llargmetratge d'animació, amb temàtica de ciència-ficció, que acabaria costant més de 200 milions de pessetes. Va reunir un equip que oscil·lava entre 150 i 200 persones que van treballar amb els personatges que ell mateix havia creat. La pel·lícula, Peraustrínia 2004, es va estrenar l'abril del 1990, vuit mesos abans que Despertaferro dirigida per Jordi Amorós, esdevenint la primera pel·lícula d'animació en versió original catalana.
El 2011 va rebre el Premi Ciutat del Prat "per la seva dedicació al món del dibuix animat des de la seva vessant professional i la seva contribució a l'ensenyament d'aquesta disciplina des de l'entitat Amics de l'Art del Prat".
El 24 de novembre de 2017 se li atorgà el títol de fill adoptiu a títol pòstum a la ciutat del Prat de Llobregat on va viure i desenvolupar una gran tasca cultural.